# Illian Hernández
Illian Gerardo Hernández Vargas (Fresnillo, 12 aprile 2000) è un calciatore messicano, attaccante del Pachuca.

## Carriera
Inizia la propria carriera nel Mineros de Fresnillo, squadra della sua città natale. Nel 2019 viene acquistato dai Mineros de Zacatecas, in seconda divisione, dove però riesce soltanto a giocare due incontri nella coppa nazionale. Nel 2020 si trasferisce al Pachuca; inizialmente aggregato al settore giovanile, un anno dopo viene "promosso" in prima squadra. Il 23 settembre 2021 ha esordito in Liga MX, in occasione dell'incontro vinto per 1-0 contro il Necaxa. Il 14 settembre 2022 sigla la sua prima rete con la squadra e contestualmente in campionato, nell'incontro perso per 2-1 contro il Juárez. Il 9 marzo 2023 ha esordito anche nelle competizioni continentali, disputando l'incontro di CONCACAF Champions League pareggiato per 0-0 contro il Motagua.

## Statistiche

### Presenze e reti nei club
Statistiche aggiornate al 2 aprile 2023.
| Stagione        | Squadra              | Campionato      | Campionato | Campionato | Coppe nazionali | Coppe nazionali | Coppe nazionali | Coppe continentali | Coppe continentali | Coppe continentali | Altre coppe | Altre coppe | Altre coppe | Totale | Totale |
| Stagione        | Squadra              | Comp            | Pres       | Reti       | Comp            | Pres            | Reti            | Comp               | Pres               | Reti               | Comp        | Pres        | Reti        | Pres   | Reti   |
| --------------- | -------------------- | --------------- | ---------- | ---------- | --------------- | --------------- | --------------- | ------------------ | ------------------ | ------------------ | ----------- | ----------- | ----------- | ------ | ------ |
| 2019-2020       | Mineros de Zacatecas | AM              | 0          | 0          | CM              | 2               | 0               |                    | -                  | -                  |             | -           | -           | 2      | 0      |
| 2021-2022       | Pachuca              | LM              | 5          | 0          |                 | -               | -               |                    | -                  | -                  |             | -           | -           | 5      | 0      |
| 2022-2023       | Pachuca              | LM              | 21         | 3          |                 | -               | -               | CCL                | 2                  | 0                  |             | -           | -           | 23     | 3      |
| Totale Pachuca  | Totale Pachuca       | Totale Pachuca  | 26         | 3          |                 | 2               | 0               |                    | 2                  | 0                  |             | -           | -           | 30     | 3      |
| Totale carriera | Totale carriera      | Totale carriera | 26         | 3          |                 | 2               | 0               |                    | 2                  | 0                  |             | -           | -           | 30     | 3      |

## Palmarès

### Club

#### Competizioni nazionali
- Campionato messicano: 1

Pachuca: Apertura 2022